# Julia Fox
Julia Fox (Milánó, 1990. február 2. –) amerikai divatmodell, színésznő és médiaszemélyiség.

## Élete és pályafutása
Milánóban született, amerikai apa és olasz anya gyermekeként. Élete első néhány évében nagyapjával élt. Hatéves volt, amikor az édesapja New Yorkba költözött. 
Színészkarrierje előtt többféle munkakörben dolgozott. Állást vállalt cipőüzletben, jégkrémüzletben, cukrászdában, de hat hónapig még dominaként is tevékenykedett.
Első szerepe The Great American Mud Wrestle című 2018-as rövidfilmben volt. Karrierjében az áttörés 2019-ben következett be, amikor szerepet kapott az Adam Sandler főszereplésével készült Csiszolatlan gyémánt című akcióvígjátékban. A filmben a Sandler által megformált szerencsejátékfüggő ékszerkereskedő, Howard Ratner szeretőjét formálta meg.
2020-ban Adam Levett Puppet című filmjében tűnt fel. Ugyanebben az évben szerepelt még a PVT CHAT című drámában is. 2024-ben egy természetfeletti thriller, a Jelenlét szereplője volt.

## Filmográfia

### Film
| Év   | Magyar cím              | Eredeti cím        | Szerep          | Magyar hang  |
| ---- | ----------------------- | ------------------ | --------------- | ------------ |
| 2019 | Csiszolatlan gyémánt    | Uncut Gems         | Julia De Fiore  | Vadász Bea   |
| 2020 |                         | PVT Chat           | Scarlet         |              |
| 2021 | Semmi hirtelen mozdulat | No Sudden Move     | Vanessa Capelli |              |
| 2024 | Jelenlét                | Presence           | Cece            | Erdős Borcsa |
| 2024 |                         | The Trainer        | Bee Luciani     |              |
| 2025 |                         | Idiotka            | Emma Wexler     |              |
| 2025 | Mindig eljön az éj      | Night Always Comes | Gloria          | Dobó Enikő   |
| 2025 | Csúcs                   | Him                | Elsie White     |              |

### Televízió
| Év   | Magyar cím | Eredeti cím        | Szerep              | Megjegyzés |
| ---- | ---------- | ------------------ | ------------------- | ---------- |
| 2020 |            | Acting for a Cause | Titania / Hippolyta | 1 epizód   |
| 2022 |            | Ziwe               | önmaga              | 1 epizód   |
| 2024 |            | Fantasmas          | Mrs. Claus          | 1 epizód   |
| 2025 | Felnőttek  | Adults             | önmaga              | 1 epizód   |

### Videóklipek
| Év   | Előadó                         | Cím                   |
| ---- | ------------------------------ | --------------------- |
| 2019 | JackBoys                       | JackBoys              |
| 2020 | Goody Grace, G-Eazy és Juicy J | Nothing Good          |
| 2023 | Sevdaliza és Grimes            | Nothing Lasts Forever |
| 2024 | Charli XCX                     | 360                   |